# 威尔夫·麦吉尼斯
韋費特·麥堅尼斯（英語：Wilfred McGuinness，1937年10月25日—) ，英格蘭前足球運動員和領隊，在其短暫職業生涯中曾效力曼聯及兩次代表英格蘭國家隊。
1969年，麥堅尼斯接替馬特·巴斯比爵士擔任曼聯領隊。擔任曼聯領隊後，麥堅尼斯留在希臘四年，帶領首次參加歐洲賽事──1973-74年歐洲足協盃。
麥堅尼斯的兒子保羅·麥堅尼斯曾擔任曼聯U18領隊，以及球隊17至21歲球員青訓學院的助理總監。

## 職業生涯
學生球員時期，麥堅尼斯曾在比賽中擔任曼徹斯特隊、蘭開夏郡隊和英格蘭隊的隊長，並於1953年1月簽約曼聯。1955年10月8日，即將年滿18歲的麥堅尼斯對狼隊上演地標戰。當曼聯贏得1956年至1957年英格蘭甲組聯賽冠軍時，隊內競爭非常激烈，但是他參加足夠比賽，獲得獎牌。
1958年慕尼黑空難發生時，麥堅尼斯仍是曼聯球員，因傷無法參加比賽，所以他沒有在墜毀的飛機上。1959年至1960年球季，22歲的他因斷腳而結束職業生涯，當時，他剛剛兩次代表英格蘭國家隊參加成年組比賽。

## 執教生涯

### 曼聯預備組
職業生涯結束後，麥堅尼斯積極參與曼聯的教練工作。1964年，預備組領隊占美·梅菲帶領預備組第六度奪得青年足總盃後離隊，麥堅尼斯接替他擔任該職。

### 1966年世界盃
1966年，麥堅尼斯成為英格蘭國家隊教練團其中一員，在麗迪索參與1966年世界盃的賽前準備工作。他沒有以教練團成員身份於世界盃出現，反而在世界盃決賽前照顧看表演的球員妻子們。

### 曼聯
1969年1月14日，馬特·巴斯比宣佈將於賽季完結後退休。人們隨即猜測何人接任職位，潛在候選人有唐·李維、占美·阿當臣、戴夫·悉士頓。後來，畢士比決定考慮前球員／仍效力球會的球員，例如：、路維·簡維、柏迪·基雲，惟他認為他們欠缺執教經驗，對他們不利而另覓人選。4月9日，畢士比欽點31歲的麥堅尼斯為繼任人，自己轉任總經理。後者與球會簽約三年。
8月9日，麥堅尼斯首次帶領球隊比賽，以2-2逼和水晶宮。首季，他帶領球隊以第8名完成聯賽，並帶領球隊打入足總盃、聯賽盃準決賽。
惟麥堅尼斯接手球隊時，球員年齡漸長，他希望球會收購馬琴·麥當奴、米克·米斯、哥連·托特，卻遭畢士比否決。1970年12月26日，曼聯在棒球場舉行的甲組聯賽上演戲劇性逆轉，與打比郡打成4-4平手。賽後，球會解僱麥堅尼斯，重新任命巴斯比至賽季結束。麥堅尼斯重返預備組領隊一職，於賽季結束後離開球會，成為希臘球會領隊。
總結麥堅尼斯18個月的曼聯領隊任期，曾帶領球會三次打入盃賽準決賽，未如球會希望般成功。

### 希臘四年
麥堅尼斯帶領塞薩洛尼基阿瑞斯第一季，獲得希臘甲組足球聯賽第四名，盡管在一年後與三支球隊並列第六名，只獲得第九名。
1973年，他接手，第一年獲得希臘甲組足球聯賽第六名，並在球隊首次參加歐洲賽事時晉級至歐洲足協盃第二圈。第二季，泛亞加亞獲得希甲第七名，球會與麥堅尼斯分道揚鑣。

### 重返英格蘭
1975年，剛創下聯賽最高排名的約克城聘請麥堅尼斯。惟他連續兩年帶領球隊降班，最後於第三季中途離職。賽季結束後，球隊不得不重新申請加入足球聯賽。
1978年，他在侯城先後擔任助教和看守領隊，一年後轉投貝利，在教練團隊工作10年。1989年，他在球會聘請森·艾利斯前擔任看守領隊。

## 生涯數據

### 球員生涯
| 球會 | 球季    | 聯賽           | 聯賽 | 聯賽 | 足總盃 | 足總盃 | 聯賽盃 | 聯賽盃 | 歐洲賽 | 歐洲賽 | 其他 | 其他 | 總共 | 總共 |
| 球會 | 球季    | 聯賽級別       | 上陣 | 入球 | 上陣   | 入球   | 上陣   | 入球   | 上陣   | 入球   | 上陣 | 入球 | 上陣 | 入球 |
| ---- | ------- | -------------- | ---- | ---- | ------ | ------ | ------ | ------ | ------ | ------ | ---- | ---- | ---- | ---- |
| 曼聯 | 1955–56 | 英格蘭甲組聯賽 | 3    | 1    | 0      | 0      | 0      | 0      | 0      | 0      | 0    | 0    | 3    | 1    |
| 曼聯 | 1956–57 | 英格蘭甲組聯賽 | 13   | 0    | 1      | 0      | 0      | 0      | 1      | 0      | 0    | 0    | 14   | 0    |
| 曼聯 | 1957–58 | 英格蘭甲組聯賽 | 7    | 0    | 0      | 0      | 0      | 0      | 1      | 0      | 0    | 0    | 8    | 0    |
| 曼聯 | 1958–59 | 英格蘭甲組聯賽 | 39   | 1    | 1      | 0      | 0      | 0      | 0      | 0      | 0    | 0    | 40   | 1    |
| 曼聯 | 1959–60 | 英格蘭甲組聯賽 | 19   | 0    | 0      | 0      | 0      | 0      | 0      | 0      | 0    | 0    | 19   | 0    |
| 曼聯 | 總共    | 總共           | 81   | 2    | 2      | 0      | 0      | 0      | 2      | 0      | 0    | 0    | 85   | 2    |

### 執教生涯
| 球會   | 由           | 至             | 紀錄 | 紀錄 | 紀錄 | 紀錄 | 紀錄 | 紀錄 | 紀錄 | 紀錄  |
| 球會   | 由           | 至             | G    | W    | D    | L    | GF   | GA   | GD   | Win % |
| ------ | ------------ | -------------- | ---- | ---- | ---- | ---- | ---- | ---- | ---- | ----- |
| 曼聯   | 1969年6月4日 | 1970年12月29日 | 87   | 32   | 32   | 23   | 127  | 121  | +6   | 36.78 |
| 希腊   | 1971年       | 1973年         | 74   | 35   | 20   | 19   | 102  | 65   | +37  | 47.30 |
| 希腊   | 1973年       | 1975年         |      |      |      |      |      |      |      |       |
| 約克城 | 1975年2月    | 1977年10月     |      |      |      |      |      |      |      |       |